# Eigil Jørgensen (diplomat)
 Der er flere personer med dette navn, se Eigil Jørgensen.
Eigil Jørgensen (26. februar 1921 i Hulemølle, Allerslev Sogn - 5. december 2014) var en dansk ambassadør, departementschef og diplomat, bror til Erling Jørgensen.
Jørgensen var søn af gårdejer, senere undervisningsminister Jørgen Jørgensen (1888-1974) og Ester Frandsen (1893-1976) og voksede op i et politisk domineret hjem, som også var præget af grundtvigianismen. Han blev student (privat dimitteret) 1941 og cand.polit. 1947 fra Københavns Universitet.
Eigil Jørgensen blev dernæst sekretær i Handelsministeriet og blev 1949 sendt som attaché (fra december 1952 med titel af økonomisk sekretær) til Danmarks ambassade i Washington D.C. I april 1953 blev Jørgensen sekretær i Udenrigsministeriet og i oktober 1956 ambassadesekretær ved den danske NATO-repræsentation i Paris. Fra april 1959 var han tilbage til tjeneste i Udenrigsministeriet, først som fuldmægtig, senere som kontorchef i den økonomisk-politiske afdelings 1. kontor, men overgik fra 1. januar 1965 overgik til Statsministeriet som departementschef og statsrådssekretær.
Statsminister Jens Otto Krag ønskede, at Jørgensen skulle omforme Statsministeriet til et sekretariat, der kunne assistere statsministeren i hans egenskab af regeringsleder for derigennem at styrke koordinationen af regering og centraladministration. Efter at have bestredet denne stilling i otte år blev Jørgensen i januar 1973 Danmarks ambassadør i Bonn, Vesttyskland og leder af militærmissionen i Berlin. Allerede 1. februar 1974 blev Jørgensen dog kaldt tilbage og udnævnt til direktør for Udenrigsministeriet, fordi den hidtidige direktør, Torben Rønne, pludselig døde i oktober 1973. I løbet af Eigil Jørgensens næsten tiårige tid som leder, der varede til 1983, var det hans vigtigste opgave at tilpasse Udenrigsministeriet til Danmarks nye rolle som medlemsland i EF. Derudover var det i Jørgensens tid, at ministeriet for første gang siden 1941 blev samlet på én adresse i det store bygningskompleks på Christianshavn tegnet af Halldor Gunnløgsson.
Derpå blev Jørgensen atter dansk ambassadør i Washington D.C., hvilket han var indtil 1989.
Eigil Jørgensen blev den 3. marts 1953 (gift på De Vestindiske Øer) gift med korrespondent Alice Saurbrey (født 17. december 1926 i København), datter af grosserer Bent Emil Saurbrey (1898-1936) og lærer Emmerentze Kragh, f. Petersen (1893-1929).
Han blev Ridder af Dannebrogordenen 1962, Ridder af 1. grad 1965, Kommandør 1971, Kommandør af 1. grad 1976 og fik Storkorset ved sin afgang 1989. Han bar også en række udenlandske ordener.